# Dolicheremaeus aokii
Dolicheremaeus aokii är en kvalsterart som beskrevs av Balogh och Sandór Mahunka 1967. Dolicheremaeus aokii ingår i släktet Dolicheremaeus och familjen Tetracondylidae. Inga underarter finns listade i Catalogue of Life.